# Richard Leyton
Richard Andrés Leyton Abrigo (La Pintana, Santiago, 25 de enero de 1987) es un futbolista chileno que juega de portero. Su club actual es Deportes Copiapó de la segunda división de Chile.

## Trayectoria
Debutó profesionalmente contra Cobreloa el 22 de octubre de 2006, ya que el técnico Claudio Borghi decidió utilizar una equipo alternativo para dicho encuentro, conformado principalmente por juveniles y jugadores de reserva, con el propósito de dar descanso al plantel titular de aquella temporada, el cual se encontraba jugando la Copa Sudamericana 2006 y el Torneo de Clausura.
Es enviado a préstamo para jugar la temporada 2008 y 2009 con Deportes Puerto Montt.
A principios del año 2010 juega por el club Santiago Morning, para luego fichar por Ñublense. En la temporada siguiente defiende a San Luis de Quillota, en su segunda experiencia en el ascenso. El 2012 recala en Coquimbo Unido, hasta 2014, donde firmó como nuevo jugador de Curicó Unido. En 2015, baja una categoría para jugar en Malleco Unido de la Segunda División. Tras una buena campaña personal, en 2016 firma por Deportes Valdivia. En 2019, firma por Rangers, para la temporada siguiente regresar a la Primera división al fichar por Universidad de Concepción.
Para la temporada 2022 ficha en Deportes Copiapó.

## Selección nacional
Fue parte de la Selección Chilena Sub-20 que participó en el Sudamericano Sub-20 de Paraguay 2007 y en 2008 integró el plantel de la sub-23 que disputó un torneo amistoso en Kuala Lumpur, Malasia.

#### Participaciones en Sudamericanos
| Torneo                      | Sede     | Resultado    | Partidos | G.R. | V.I |
| --------------------------- | -------- | ------------ | -------- | ---- | --- |
| Sudamericano Sub-20 de 2007 | Paraguay | Cuarto lugar | 2        | -5   | 0   |

## Clubes
| Club                      | País  | Año       |
| ------------------------- | ----- | --------- |
| Colo-Colo                 | Chile | 2006-2008 |
| Deportes Puerto Montt     | Chile | 2008-2009 |
| Santiago Morning          | Chile | 2010      |
| Ñublense                  | Chile | 2010      |
| San Luis de Quillota      | Chile | 2011      |
| Coquimbo Unido            | Chile | 2012-2014 |
| Curicó Unido              | Chile | 2014-2015 |
| Malleco Unido             | Chile | 2015-2016 |
| Deportes Valdivia         | Chile | 2016-2018 |
| Rangers                   | Chile | 2019      |
| Universidad de Concepción | Chile | 2020-2021 |
| Deportes Copiapó          | Chile | 2021-Act. |

## Palmarés

### Campeonatos nacionales
| Título           | Club      | País  | Año    |
| ---------------- | --------- | ----- | ------ |
| Primera División | Colo-Colo | Chile | 2006-A |
| Primera División | Colo-Colo | Chile | 2006-C |
| Primera División | Colo-Colo | Chile | 2007-A |
| Primera División | Colo-Colo | Chile | 2007-C |